# Lemairegisa grammodes
Lemairegisa grammodes är en fjärilsart som beskrevs av Felder 1874. Lemairegisa grammodes ingår i släktet Lemairegisa och familjen tandspinnare. Inga underarter finns listade i Catalogue of Life.